# Vuelta Ciclista del Uruguay 1948
La quinta edición de la Vuelta Ciclista del Uruguay fue disputada entre el 20 y el 28 de marzo de 1948 sobre un total de 1215 kilómetros, divididos en ocho etapas. Atilio François venció por tercera vez consecutiva, logrando un récord en esta prueba que sólo fue igualado 43 años más tarde, cuando Federico Moreira venció en 1991.

## Etapas
| Etapa     | Fecha       | Recorrido            | Kilómetros | Ganador de la etapa              | Líder de la clasificación general |
| 1.ª etapa | 20 de marzo | Montevideo-Minas     | 180        | Luis Ángel de los Santos (Fénix) | Luis Ángel de los Santos (Fénix)  |
| 2.ª etapa | 21 de marzo | Minas-Florida        | 178        | Atilio François (Veloz)          | Atilio François (Veloz)           |
| 3.ª etapa | 22 de marzo | Florida-Trinidad     | 139        | Luis Ángel de los Santos (Fénix) | Atilio François (Veloz)           |
| 4.ª etapa | 23 de marzo | Trinidad-Paysandú    | 187        | Atilio François (Veloz)          | Atilio François (Veloz)           |
| 5.ª etapa | 24 de marzo | Paysandú-Fray Bentos | 126        | Enrique Demarco (Unión Durazno)  | Atilio François (Veloz)           |
| 6.ª etapa | 26 de marzo | Mercedes-Colonia     | 188        | Atilio François (Veloz)          | Atilio François (Veloz)           |
| 7.ª etapa | 27 de marzo | Colonia-San José     | 113        | Néstor Parodi (El Túnel)         | Atilio François (Veloz)           |
| 8.ª etapa | 28 de marzo | San José-Montevideo  | 104        | Urbano García (Peñarol)          | Atilio François (Veloz)           |

## Clasificaciones finales
| \| 1. \| Atilio François \| Uruguay \| Veloz Uruguay \| 38h 15' 47s \| \| 2. \| Luis Ángel de los Santos \| Uruguay \| Fénix Uruguay \| a 11' 17s \| \| 3. \| Miguel García \| Argentina \| River Plate Argentina \| a 18' 16s \| \| 4. \| Cecilio López \| Uruguay \| Fénix Uruguay \| a 23' 33s \| \| 5. \| Néstor Parodi \| Uruguay \| El Túnel Uruguay \| a 24' 54s \| \| 6. \| Juan Alegre \| Uruguay \| Atenas (Mercedes) Uruguay \| a 32' 40s \| \| 7. \| Enrique Demarco \| Uruguay \| Unión (Durazno) Uruguay \| a 49' 44s \| \| 8. \| José Sandá \| Uruguay \| Maroñas Uruguay \| a 51' 59s \| \| 9. \| Mario Vera \| Uruguay \| Bequeló (Mercedes) Uruguay \| a 56' 20s \| \| 10. \| Fair Galíndez \| Uruguay \| Empalme Olmos Uruguay \| a 56' 36s \| |                          |           |                            |             |
| 1. | Atilio François          | Uruguay   | Veloz Uruguay              | 38h 15' 47s |
| 2. | Luis Ángel de los Santos | Uruguay   | Fénix Uruguay              | a 11' 17s   |
| 3. | Miguel García            | Argentina | River Plate Argentina      | a 18' 16s   |
| 4. | Cecilio López            | Uruguay   | Fénix Uruguay              | a 23' 33s   |
| 5. | Néstor Parodi            | Uruguay   | El Túnel Uruguay           | a 24' 54s   |
| 6. | Juan Alegre              | Uruguay   | Atenas (Mercedes) Uruguay  | a 32' 40s   |
| 7. | Enrique Demarco          | Uruguay   | Unión (Durazno) Uruguay    | a 49' 44s   |
| 8. | José Sandá               | Uruguay   | Maroñas Uruguay            | a 51' 59s   |
| 9. | Mario Vera               | Uruguay   | Bequeló (Mercedes) Uruguay | a 56' 20s   |
| 10. | Fair Galíndez            | Uruguay   | Empalme Olmos Uruguay      | a 56' 36s   |